# Béla Nagy (hockey sur glace)
Pour les articles homonymes, voir Bela Nagy et Nagy.
Dans le nom hongrois Nagy Béla, le nom de famille précède le prénom, mais cet article utilise l’ordre habituel en français Béla Nagy, où le prénom précède le nom.
Béla Nagy (né le 18 décembre 1957 à Miercurea Ciuc en Roumanie) est un joueur de hockey sur glace roumain d'ethnicité hongroise. Il a représenté la Roumanie lors des Jeux olympiques d'hiver de 1980 à Lake Placid.

## Biographie

### En club
En 1979, il joue pour le Dinamo Bucarest alors qu'il est choisi pour participer aux Jeux olympiques. Le reste de sa carrière nous est inconnu.

### En équipe nationale
Il représente la Roumanie aux Jeux olympiques d'hiver de 1980 où il arrive en septième place.

### Entraineur
En 2010, il devient entraineur adjoint du SC Miercurea-Ciuc, puis en 2011, il quitte son poste pour devenir entraineur principal de cette équipe.